# Wolfgang Gassmann
Wolfgang Gassmann (* 30. März 1967) ist ein ehemaliger österreichischer Fußballspieler und nunmehriger -trainer.

## Karriere

### Als Spieler
Gassmann begann seine Karriere beim SV Flavia Solva. Für den Zweitligisten spielte er ab 1984 in der ersten Mannschaft. Mit den Steirern stieg er 1990 aus der 2. Division ab. 1994 stieg er mit dem Verein wieder in die zweithöchste Spielklasse auf. In der Saison 1994/95 kam er zu 27 Zweitligaeinsätzen, in der Saison 1995/96 zu 23.
Zur Saison 1996/97 schloss Gassmann sich dem Ligakonkurrenten TSV Hartberg an. Für die Oststeirer kam er zu 13 Einsätzen in der 2. Division. Nach einer Spielzeit bei Hartberg kehrte er zur Saison 1997/98 zu Flavia Solva zurück, das inzwischen wieder aus der 2. Division abgestiegen war. Nachdem der Verein auch aus der dritthöchsten Spielklasse abgestiegen war, wechselte er zur Saison 1998/99 zum Regionalligisten FC Gratkorn. Nach einer halben Saison bei Gratkorn wechselte er im Jänner 1999 weiter zum SV Lebring. In der Spielzeit 1999/2000 spielte er noch beim SV Wildon, ehe er seine Karriere beendete.

### Als Trainer
Gassmann trainierte von 2005 bis 2013 in der Jugend des SVL Flavia Solva. In der Saison 2013/14 war er Co-Trainer beim sechstklassigen USV Gabersdorf, zudem trainierte er die achtklassige Zweitmannschaft. Zur Saison 2014/15 wurde er Trainer der ebenfalls sechstklassigen SU Rebenland Leutschach. Mit Leutschach wurde er 2016 Meister der Unterliga West und stieg somit in die fünftklassige Oberliga auf. Im April 2017 wechselte er eine Liga höher zum viertklassigen SV Lebring, für den er bereits als Spieler aktiv gewesen war.

## Persönliches
Sein Sohn Jan (* 1997) ist ebenfalls Fußballspieler.